# Rosie Reyes
Rosa María Reyes Delgado (Ciudad de México, 23 de marzo de 1939-ibíd., 4 de enero de 2024), conocida como Rosie Reyes, Pajarita Reyes o Rosie Darmon,  fue una jugadora profesional de tenis de México de los años 1950 y 1960. Sus mejores resultados los obtuvo en tierra batida y ganó un título de Roland Garros en la modalidad de dobles en 1958 junto a su compatriota Yola Ramírez. También consiguió alcanzar la final del mismo torneo en 1957 y 1959. Se casó con Pierre Darmon, también tenista. Se nacionalizó francesa tras su matrimonio con Pierre Darmon en 1960, y desde entonces compitió con el nombre de Rosie Darmon. Jugó desde finales de los años 1950, 1960 y 1970, antes del inicio de la era Open, hasta finales de los años 1970, con más de cuarenta años. Fue su padre el profesor Esteban “Pajarito” Reyes, y ella escribió su nombre en letras de oro en el tour internacional, junto a su mancuerna, Yolanda Ramírez, también mexicana.
Fue en 1958 cuando la “Pajarita” y Yolanda Ramírez se convirtieron en la primera dupla mexicana en conquistar un título de Grand Slam: el Abierto de Francia ''Roland Garros''. También registraron dos finales en la arcilla de París, en 1957 y 1959. En 1974 accedió a la final en dobles mixtos en compañía de Marcelo Lara. En Wimbledon, la llamada "catedral del tenis", el binomio mexicano hizo tres semifinales: en 1957, 1958 y 1959.
En 1957 clasificó a cuartos de final en el torneo británico en individuales y dos años más tarde avanzó hasta tercera ronda en dobles mixtos con su esposo, el francés Pierre Darmon. En el Abierto de Australia se coló a la semifinal de dobles formando equipo con la estadunidense Carole Graebner.[cita requerida]

## Trayectoria
El tenis regresó al programa olímpico como evento de demostración en los Juegos Olímpicos de México 1968. Del 14 al 20 se celebraron dos programas de tenis en México, demostración y exhibición, ambos incluyeron los mismos eventos. Todos los eventos se celebraron en Guadalajara, Jalisco. Rosie fue medalla de plata en la categoría de demostración en dobles femeninos por detrás de las alemanas Edda Buding y Helga Niessen. En exhibición en dobles femeninos ganó junto a Julie Heldman, con la que ya había obtenido la plata, y fue tercera junto a Pierre Darmon en los dobles mixtos.

## Muerte
Rosy Reyes Darmon falleció el 4 de enero de 2024 en su casa de la Ciudad de México por complicaciones pulmonares severas. Le sobreviven su esposo el extenista Pierre Darmon y sus tres hijos: Elizabeth, Sergio y Katherine quienes la acompañaron hasta sus últimos momentos.

## Finales de Grand Slam

### Dobles

#### Ganadas (1)
| Año  | Campeonato                   | Superficie | Compañera    | Rivales                             | Marcador |
| 1958 | Torneo de Roland Garros 1958 | Arcilla    | Yola Ramírez | Mary Bevis Hawton Thelma Coyne Long | 6–4, 7–5 |

#### Subcampeonatos (2)
| Año  | Campeonato                   | Superficie | Compañera    | Rivales                               | Marcador      |
| 1957 | Torneo de Roland Garros 1957 | Arcilla    | Yola Ramírez | Shirley Bloomer Darlene Hard          | 5–7, 6–4, 5–7 |
| 1959 | Torneo de Roland Garros 1959 | Arcilla    | Yola Ramírez | Sandra Reynolds Price Renee Schuurman | 6–2, 0–6, 1–6 |

### Dobles mixtos

#### Subcampeonatos (1)
| Año  | Campeonato                   | Superficie | Compañera     | Rivales                         | Marcador |
| 1974 | Torneo de Roland Garros 1974 | Arcilla    | Marcello Lara | Martina Navratilova Iván Molina | 3–6, 3–6 |